# Жуківська сільська рада (Кобеляцький район)
Жуківська сільська рада — колишній орган місцевого самоврядування у Кобеляцькому районі Полтавської області з центром у c. Жуки.

## Населені пункти
Сільраді були підпорядковані населені пункти:
- c. Жуки
- с. Рубани
- с. Мирне